# ФК «Рома» в сезоні 1931—1932
ФК «Рома» в сезоні 1931—1932 — сезон італійського футбольного клубу «Рома».

## Склад
| № | Поз. | Нац.   | Гравець            |
| - | ---- | ------ | ------------------ |
|   | ВР   | Італія | Гвідо Мазетті      |
|   | ВР   | Італія | Джованні Дзукка    |
|   | ЗХ   | Італія | Ренато Бодіні      |
|   | ЗХ   | Італія | Джорджо Карпі      |
|   | ЗХ   | Італія | Маріно Ніколич     |
|   | ЗХ   | Італія | Маріо Де Мікелі    |
|   | ЗХ   | Італія | Аттіліо Маттеї     |
|   | ПЗ   | Італія | Фульвіо Бернардіні |
|   | ПЗ   | Італія | Маріо Боссі        |
|   | ПЗ   | Італія | Назарено Челестіні |

| № | Поз. | Нац.      | Гравець                  |
| - | ---- | --------- | ------------------------ |
|   | ПЗ   | Італія    | Раффаеле Д'Аквіно        |
|   | ПЗ   | Італія    | Чезаре Августо Фазанеллі |
|   | ПЗ   | Італія    | П'єтро Феррарі           |
|   | ПЗ   | Італія    | Аттіліо Ферраріс         |
|   | ПЗ   | Аргентина | Ніколас Ломбардо         |
|   | НП   | Аргентина | Артуро Кіні Лудуенья     |
|   | НП   | Італія    | Раффаеле Костантіно      |
|   | НП   | Італія    | Фернандо Еусебіо         |
|   | НП   | Італія    | Родольфо Волк            |

## Серія A

### Матчі
| 13 вересня 1931 15:00 CEST 1 тур |

| «Рома»                                        | 4:2      | «Модена»                  |
| --------------------------------------------- | -------- | ------------------------- |
| Волк 10' Ломбардо 17' Кіні 45' Костантіно 57' | Протокол | 21' Піккалуга 26' Лобатті |

| Кампо Тестаччо Арбітр: Ровіда |

| 27 вересня 1931 2 тур |

| «Трієстіна»                  | 2:0      | «Рома» |
| ---------------------------- | -------- | ------ |
| Рокко 61' Воллоно 81' (пен.) | Протокол |        |

| Стадіо Монднбелло, Трієст Арбітр: У.Гама |

| 4 жовтня 1931 15:00 CEST 3 тур |

| «Рома»                 | 2:1      | «Про Верчеллі» |
| ---------------------- | -------- | -------------- |
| Кіні 8' Костантіно 55' | Протокол | 53' Секкаторе  |

| Кампо Тестаччо Арбітр: Дзорзі |

| 11 жовтня 1931 4 тур |

| «Алессандрія» | 0:1      | «Рома»         |
| ------------- | -------- | -------------- |
|               | Протокол | 61' Костантіно |

| Кампо Дель Літторіо, Алессандрія Арбітр: Кайроні |

| 18 жовтня 1931 15:00 CEST 5 тур |

| «Рома»              | 2:0      | «Ювентус» |
| ------------------- | -------- | --------- |
| Бернардіні 13', 87' | Протокол |           |

| Кампо Тестаччо Арбітр: Ровіда |

| 28 жовтня 1931 6 тур |

| «Про Патрія»    | 2:2      | «Рома»                     |
| --------------- | -------- | -------------------------- |
| Мазера 18', 78' | Протокол | 41' Ferraris (IV) 84' Кіні |

| Стадіо Карло Спероне Арбітр: Карраро |

| 1º листопада 1931 7 тур |

| «Рома»   | 1:1      | «Болонья» |
| -------- | -------- | --------- |
| Волк 15' | Протокол | 16' Маїні |

| Кампо Тестаччо Арбітр: Амадео Гварнері |

| 8 листопада 1931 8 тур |

| «Казале»     | 1:0      | «Рома» |
| ------------ | -------- | ------ |
| А.Борель 25' | Протокол |        |

| Натале Паллі Арбітр: Дані |

| 22 листопада 1931 14:30 CET 9 тур |

| «Фіорентіна»                        | 3:1      | «Рома»  |
| ----------------------------------- | -------- | ------- |
| Ріволо 22' Прендато 38' Петроне 73' | Протокол | 5' Волк |

| Стадіо Джованні Берта, Флоренція Арбітр: Барлассіна |

| 29 листопада 1931 14:30 CET 10 тур |

| «Рома»              | 1:0      | «Наполі» |
| ------------------- | -------- | -------- |
| Бернардіні 13', 87' | Протокол |          |

| Кампо Тестаччо Арбітр: Дзорзі |

| 6 грудня 1931 14:30 CET 11 тур |

| «Рома»               | 2:0      | «Лаціо» |
| -------------------- | -------- | ------- |
| Волк 46' Еусебіо 54' | Протокол |         |

| Кампо Тестаччо Арбітр: Дані |

| 20 грудня 1931 14:00 CET 12 тур |

| «Амброзіана-Інтер» | 2:1      | «Рома»   |
| ------------------ | -------- | -------- |
| Візентін 23', 90'  | Протокол | 46' Волк |

| Арена Чівіка Арбітр: Скорцоні |

| 27 грудня 1931 13 тур |

| «Рома»                       | 2:3      | «Торіно»                             |
| ---------------------------- | -------- | ------------------------------------ |
| Бернардіні 14' П.Феррарі 17' | Протокол | 2' Россетті 33' Лібонатті 49' Лоріні |

| Кампо Тестаччо Арбітр: Амадео Гварнері |

| 3 січня 1932 14 тур |

| «Барі»         | 1:2      | «Рома»                       |
| -------------- | -------- | ---------------------------- |
| Гай 20' (пен.) | Протокол | 41' Бернардіні 87' П.Феррарі |

| Кампо дельї Спорт, Барі Арбітр: Карраро |

| 10 січня 1932 15 тур |

| «Рома»                                                    | 6:0      | «Дженоа» |
| --------------------------------------------------------- | -------- | -------- |
| Фазанеллі 2', 50' Волк 35', 80' Костантіно 36' Бодіні 49' | Протокол |          |

| Кампо Тестаччо Арбітр: Кайроні |

| 17 січня 1932 16 тур |

| «Мілан»   | 1:2      | «Рома»                 |
| --------- | -------- | ---------------------- |
| Маркі 68' | Протокол | 30' П.Феррарі 32' Волк |

| Сан-Сіро, Мілан Арбітр: Ф.Маттеа |

| 24 січня 1932 14:30 CET 17 тур |

| «Рома»                                          | 3:1      | «Брешія»   |
| ----------------------------------------------- | -------- | ---------- |
| Костантіно 21' Фазанеллі 52' Морзеллі 58' (аг.) | Протокол | 5' Ранеллі |

| Кампо Тестаччо Арбітр: Кайроні |

| 31 січня 1932 14:30 CET 18 тур |

| «Модена»                   | 2:3      | «Рома»                 |
| -------------------------- | -------- | ---------------------- |
| Скарамеллі 30' Лобатті 75' | Протокол | 50', 60' Волк 67' Кіні |

| Кампо Вітторіо Венето, Прато Арбітр: Ості |

| 7 лютого 1932 14:30 CET 19 тур |

| «Рома»        | 1:0      | «Трієстіна» |
| ------------- | -------- | ----------- |
| П.Феррарі 40' | Протокол |             |

| Кампо Тестаччо Арбітр: П’єтро Канетта |

| 21 лютого 1932 20 тур |

| «Про Верчеллі» | 0:0      | «Рома» |
| -------------- | -------- | ------ |
|                | Протокол |        |

| Форо Боаріо, Верчеллі Арбітр: Турбіані |

| 28 лютого 1932 15:00 CET 21 тур |

| «Рома»         | 1:2      | «Алессандрія»    |
| -------------- | -------- | ---------------- |
| Бернардіні 84' | Протокол | 13', 15' Маркіна |

| Кампо Тестаччо Арбітр: Мастелларі |

| 6 березня 1932 22 тур |

| «Ювентус»                                                     | 7:1      | «Рома»         |
| ------------------------------------------------------------- | -------- | -------------- |
| Д.Феррарі 9', 14' Орсі 11', 52' Чезаріні 13' Веккіна 59', 76' | Протокол | 40' Бернардіні |

| Корсо Марсілья, Турин Арбітр: Карраро |

| 13 березня 1931 14:30 CET 23 тур |

| «Рома» | 0:0      | «Про Патрія» |
| ------ | -------- | ------------ |
|        | Протокол |              |

| Кампо Тестаччо Арбітр: Беретта |

| 27 березня 1932 15:00 CET 24 тур |

| «Болонья»                  | 3:0      | «Рома» |
| -------------------------- | -------- | ------ |
| Ск'явіо 16' Маїні 63', 78' | Протокол |        |

| Стадіо Літторале Арбітр: Ф.Маттеа |

| 3 квітня 1932 25 тур |

| «Рома»                                     | 4:0      | «Казале» |
| ------------------------------------------ | -------- | -------- |
| Волк 16', 83' Костантіно 42' Фазанеллі 84' | Протокол |          |

| Кампо Тестаччо Арбітр: У.Гама |

| 17 квітня 1932 26 тур |

| «Рома»   | 1:1      | «Фіорентіна»       |
| -------- | -------- | ------------------ |
| Кіні 47' | Протокол | 34' (пен.) Петроне |

| Кампо Тестаччо Арбітр: Ленті |

| 24 квітня 1932 27 тур |

| «Наполі»        | 1:0      | «Рома» |
| --------------- | -------- | ------ |
| А.Саллустро 10' | Протокол |        |

| Джорджо Аскареллі, Неаполь Арбітр: Меландрі |

| 1º травня 1932 16:00 CEST 28 тур |

| «Лаціо»     | 1:4      | «Рома»                               |
| ----------- | -------- | ------------------------------------ |
| Фантоні 31' | Протокол | 4' Кіні 42' Волк 58', 65' Костантіно |

| Стадіо Націонале, Рим Арбітр: Ровіда |

| 15 травня 1932 29 тур |

| «Рома»                | 2:1      | «Амброзіана-Інтер» |
| --------------------- | -------- | ------------------ |
| Волк 8' Фазанеллі 87' | Протокол | 23' Серантоні      |

| Кампо Тестаччо Арбітр: Меландрі |

| 22 травня 1932 30 тур |

| «Торіно»                | 2:1      | «Рома»   |
| ----------------------- | -------- | -------- |
| Прато 13' Лібонатті 20' | Протокол | 35' Волк |

| Філадельфія, Турин Арбітр: Мастелларі |

| 26 травня 1932 31 тур |

| «Рома» | 0:0      | «Барі» |
| ------ | -------- | ------ |
|        | Протокол |        |

| Кампо Тестаччо Арбітр: Ровіда |

| 29 травня 1932 32 тур |

| «Дженоа»  | 1:1      | «Рома»   |
| --------- | -------- | -------- |
| Патрі 42' | Протокол | 88' Волк |

| Кампо Марассі, Генуя Арбітр: Кайроні |

| 15 червня 1932 16:30 CEST 33 тур |

| «Рома»        | 1:0      | «Мілан» |
| ------------- | -------- | ------- |
| Фазанеллі 73' | Протокол |         |

| Кампо Тестаччо Арбітр: Дзорзі |

| 12 червня 1932 34 тур |

| «Брешія»      | 1:1      | «Рома»   |
| ------------- | -------- | -------- |
| Гаспаріні 68' | Протокол | 89' Волк |

| Ді яле П'яве, Брешія Арбітр: Джорджі |

## Статистика гравців
| №. | Поз. | Нац.      | Гравець                  | Всього | Всього | Чемпіонат Італії | Чемпіонат Італії | Кубок Мітропи | Кубок Мітропи |
| №. | Поз. | Нац.      | Гравець                  | Ігор   | Голів  | Ігор             | Голів            | Ігор          | Голів         |
| -- | ---- | --------- | ------------------------ | ------ | ------ | ---------------- | ---------------- | ------------- | ------------- |
|    |      | Італія    | Гвідо Мазетті            | 37     | -48    | 33               | -40              | 4             | -8            |
|    |      | Італія    | Джованні Дзукка          | 1      | -2     | 1                | -2               | 0             | 0             |
|    |      | Італія    | Ренато Бодіні            | 38     | 1      | 34               | 1                | 4             | 0             |
|    |      | Італія    | Джорджо Карпі            | 10     | 0      | 10               | 0                | 0             | 0             |
|    |      | Італія    | Маріно Ніколич           | 3      | 0      | 3                | 0                | 0             | 0             |
|    |      | Італія    | Маріо Де Мікелі          | 14     | 0      | 10               | 0                | 4             | 0             |
|    |      | Італія    | Аттіліо Маттеї           | 22     | 0      | 22               | 0                | 0             | 0             |
|    |      | Італія    | Фульвіо Бернардіні       | 33     | 7      | 29               | 7                | 4             | 0             |
|    |      | Італія    | Маріо Боссі              | 4      | 0      | 4                | 0                | 0             | 0             |
|    |      | Італія    | Назарено Челестіні       | 1      | 0      | 1                | 0                | 0             | 0             |
|    |      | Італія    | Раффаеле Д'Аквіно        | 35     | 0      | 31               | 0                | 4             | 0             |
|    |      | Італія    | Чезаре Августо Фазанеллі | 36     | 7      | 32               | 6                | 4             | 1             |
|    |      | Італія    | П'єтро Феррарі           | 13     | 4      | 13               | 4                | 0             | 0             |
|    |      | Італія    | Аттіліо Ферраріс         | 37     | 1      | 33               | 1                | 4             | 0             |
|    |      | Аргентина | Ніколас Ломбардо         | 14     | 1      | 10               | 1                | 4             | 0             |
|    |      | Аргентина | Артуро Кіні Лудуенья     | 36     | 7      | 32               | 6                | 4             | 1             |
|    |      | Італія    | Раффаеле Костантіно      | 37     | 9      | 33               | 8                | 4             | 1             |
|    |      | Італія    | Фернандо Еусебіо         | 10     | 1      | 10               | 1                | 0             | 0             |
|    |      | Італія    | Родольфо Волк            | 37     | 20     | 33               | 17               | 4             | 3             |